# Oberrot
Oberrot è un comune tedesco di 3 608 abitanti,, situato nel land del Baden-Württemberg.